# Remorque modulaire autopropulsée

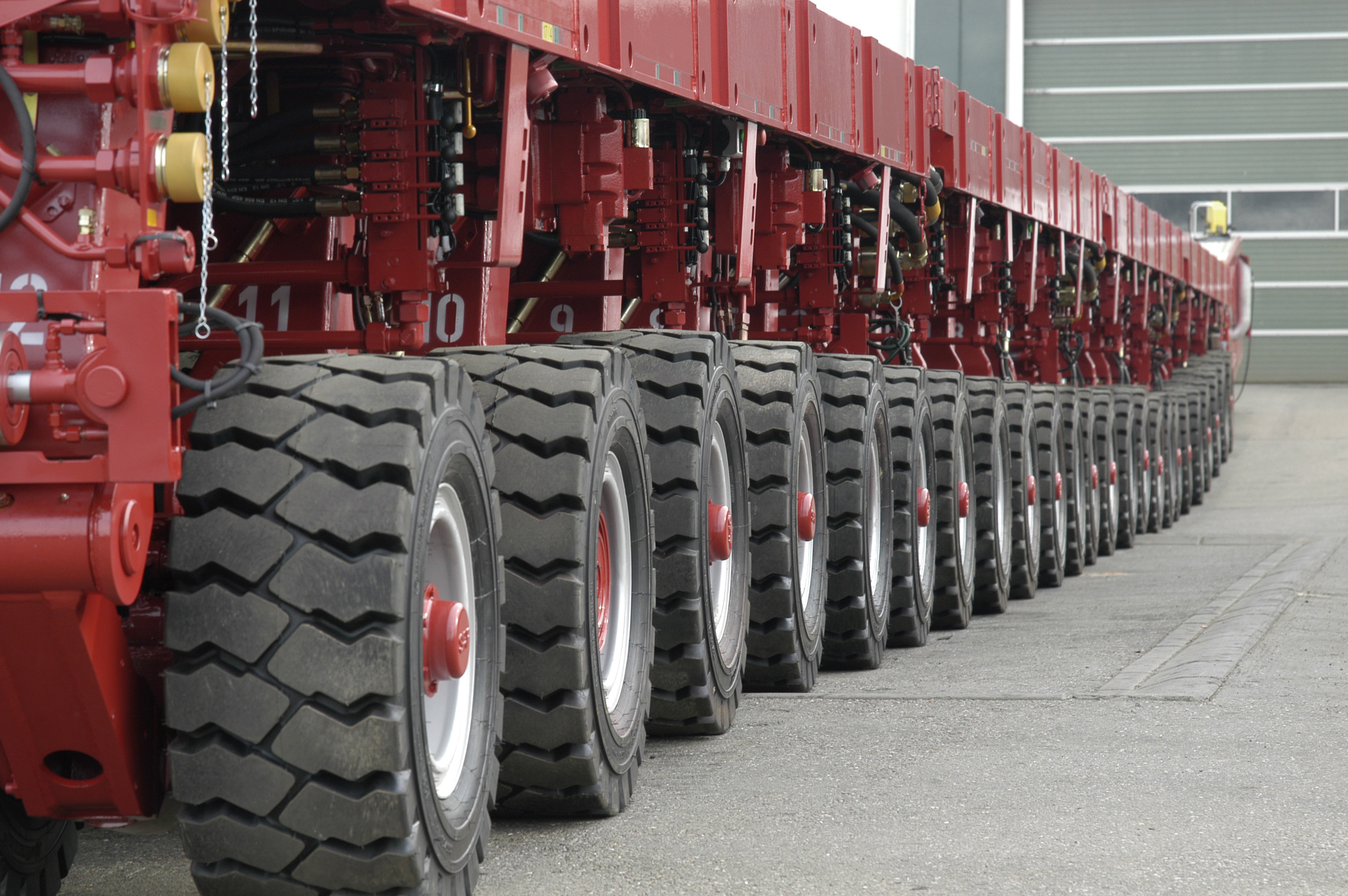
Une remorque avec 24 essieux en lignes.

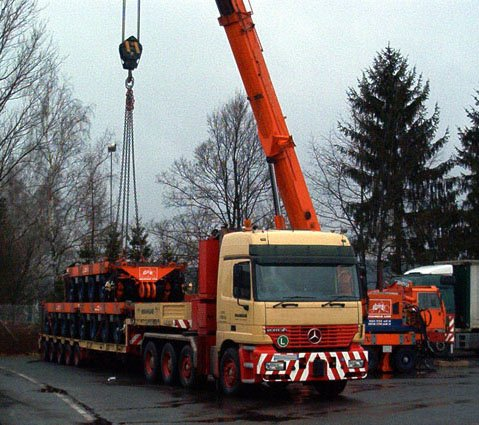
La remorque peut être transportée sur une plate-forme surbaissée.

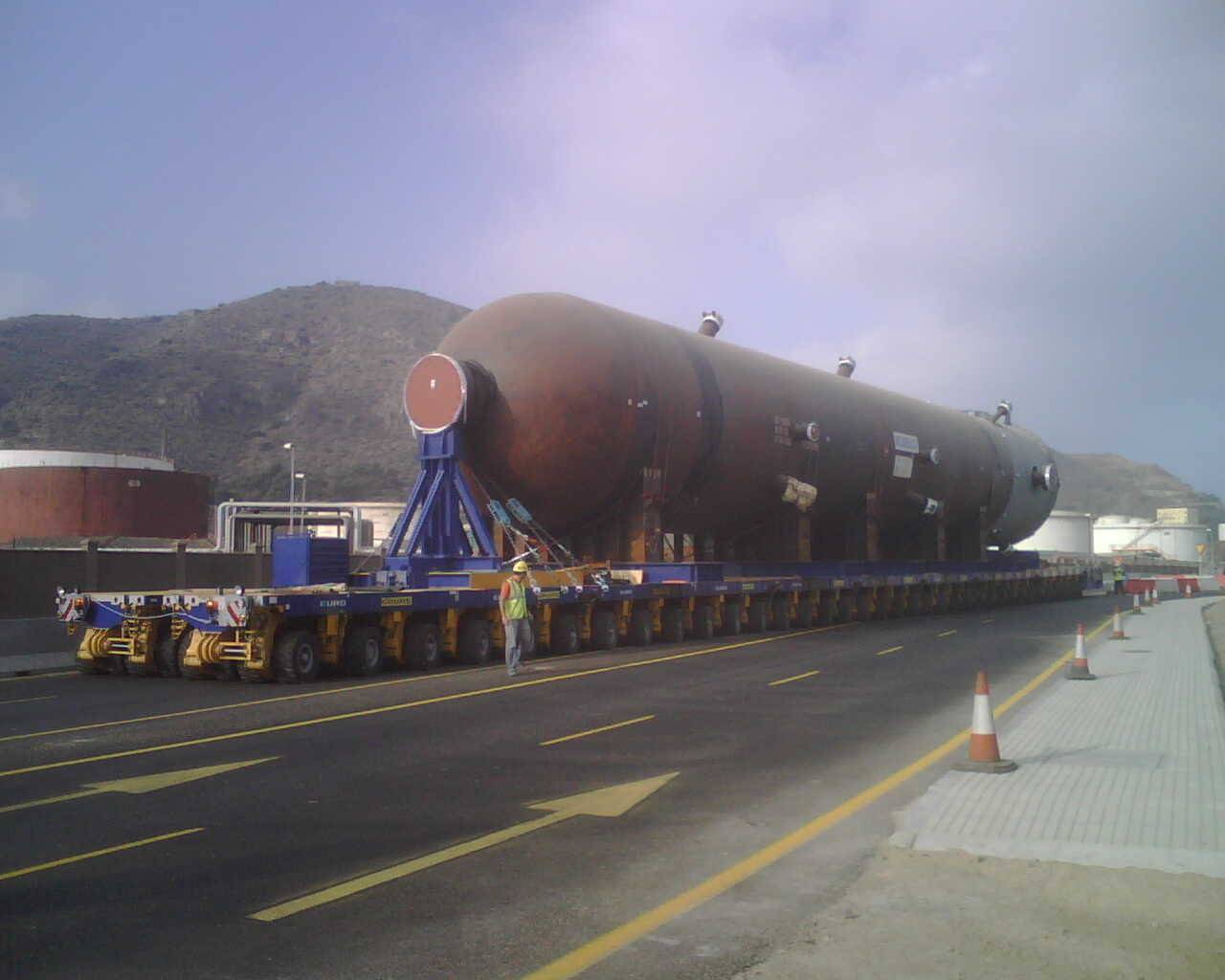
Une remorque à 288 roues qui transporte un réservoir de 1350 tonnes.

Une remorque modulaire autopropulsée est un véhicule à plate-forme doté d'un large éventail de roues sur le fond. Il est utilisé pour transporter des objets massifs tels que les ponts, les équipements de raffinage de pétrole, des moteurs énormes, des sections de poutre grand format, et d'autres objets qui sont trop encombrants ou trop lourds pour les camions de taille standard, qui ne peuvent offrir une traction et des freinages pour les remorques modulaires autopropulsées sur les pentes et descentes. Ces véhicules peuvent également être appelés « remorques modulaires automotrices ».

## Utilisation
Ce type de remorque est utilisé dans de nombreux secteurs industriels dans le monde entier comme pour la construction et l'industrie lourde, dans les chantiers navals et l'industrie offshore, pour le transport routier, sur les sites de construction de l'usine et même pour déplacer des plates-formes pétrolières et ont récemment commencé à être utilisés pour remplacer des travées de pont, aux États-Unis, en Europe, en Asie et plus récemment, au Canada.
Une remorque typique peut avoir une grille de plusieurs dizaines de roues contrôlées par un ordinateur, toutes réglables individuellement et orientables, afin de répartir uniformément le poids et la piloter avec une très grande précision. Chaque roue peut être pivotée indépendamment des autres roues, pour permettre à la remorque de tourner, se déplacer latéralement, ou même de tourner sur place. Certaines remorques permettent à chaque roue d'être télescopique de façon indépendante les unes des autres, de sorte que la charge peut être conservée à plat et uniformément répartie tout en se déplaçant sur un terrain accidenté. Comme ces remorques sont souvent porteuses de charges exceptionnelles, ce sont donc des véhicules très lents, souvent en mouvement à moins de un kilomètre par heure à pleine charge. Certaines remorques sont contrôlées par un opérateur avec un tableau de commande à main, tandis que d'autres ont une cabine de pilotage en position arrière sur la remorque. En outre, certains véhicules multiples peuvent être combinés pour le transport massif de construction d'objets indivisibles.

## Les principaux constructeurs
- TII Group - groupe allemand qui regroupe les marques[3] :
  - Scheuerle Fahrzeugfabrik, constructeur allemand créé en 1869,
  - Kamag Transporttechnik, constructeur allemand créé en 1969,
  - Tiiger, filiale indienne du groupe TII créée en 2014,
  - Nicolas Industrie SAS, constructeur français créé en 1855 et faisant partie du groupe TII depuis 1995,
- Goldhofer, constructeur allemand créé en 1946,
- Cometto, constructeur italien créé en 1954,
- Enerpac, constructeur américain,
- Anster, constructeur chinois, créé en 2000,
- Qingdao Juyuan International, constructeur chinois créé en 2001.